# Oscar Olou
Oscar Olou (ur. 16 listopada 1987 w Ouidah) – piłkarz beniński grający na pozycji pomocnika.

## Kariera klubowa
Olou rozpoczął karierę piłkarską w klubie z Wybrzeża Kości Słoniowej Séwé Sport San-Pédro. Następnie został zawodnikiem benińskiego Mogas 90 FC, pochodzącego ze stolicy kraju Kotonu. W 2003 roku zadebiutował w jego barwach w pierwszej lidze benińskiej. W 2003 i 2004 zdobył Puchar Beninu, a w 2006 roku został mistrzem kraju.
W 2007 roku wyjechał do Francji i został piłkarzem FC Rouen grającego w czwartej lidze. Po 2 latach gry przeszedł do innego czwartoligowca, SO Romorantin. W 2019 roku zakończył w nim swoją karierę.

## Kariera reprezentacyjna
W reprezentacji Beninu Olou zadebiutował 23 maja 2004 roku w zremisowanym 1:1 towarzyskim meczu z Togo. W 2008 roku w Pucharze Narodów Afryki 2008 był graczem rezerwowym i nie rozegrał żadnego spotkania. Od 2004 do 2013 roku wystąpił w kadrze narodowej 18 razy.